# Philentoma velatum
El filentoma pechipardo (Philentoma velata) es una especie de ave paseriforme de la familia Vangidae propia del sudeste asiático. Durante mucho tiempo fue clasificada en la familia Muscicapidae, se clasificó transitoriamente en la familia Tephrodornithidae, para terminar clasificado en la familia Vangidae. Se encuentra amenazada por pérdida de hábitat.

## Distribución y hábitat
Se encuentra en la península malaya, Sumatra, Borneo y Java; distribuido por Brunéi, Indonesia, Malasia, Birmania, Singapur y Tailandia.
Sus hábitats naturales son los bosques bajos húmedos tropicales y los pantanos tropicales.